# エリトリア鉄道A60系気動車

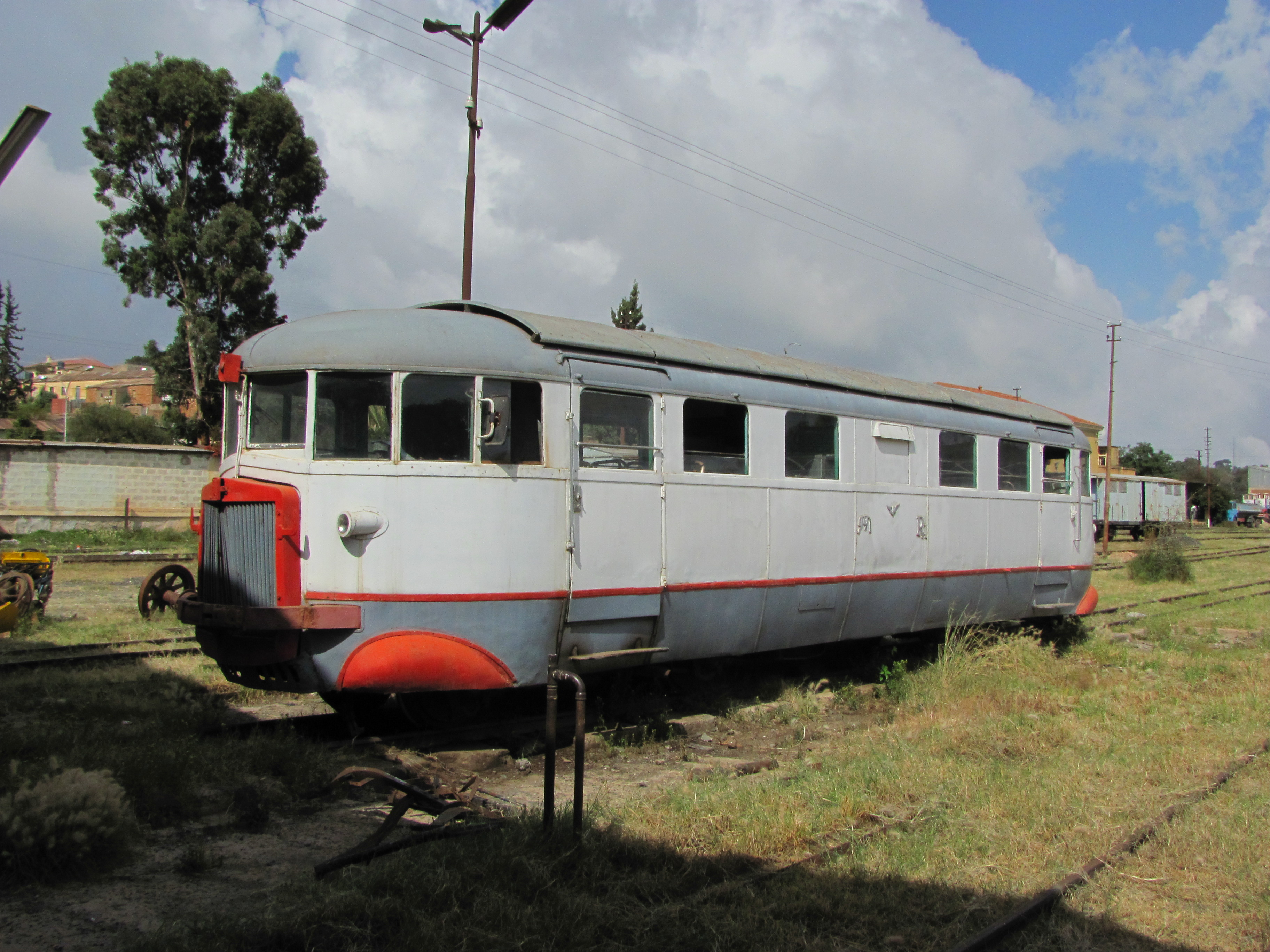
現存しているA62形2機のうち1機、2011年

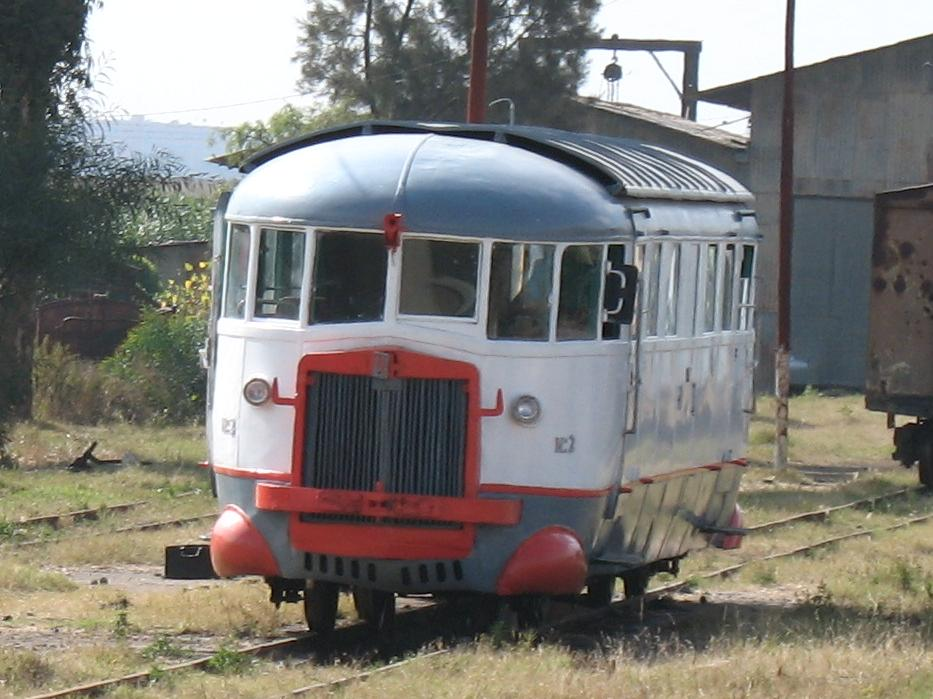
同じく現存しているA62形2機のうち2号機なっている1機、2006年

エリトリア鉄道A60系気動車（エリトリアてつどうA60けいきどうしゃ）はエリトリアの通称エリトリア鉄道で使用されている機械式気動車である。なお、A60系および、これに含まれるA60形、A62形、A68形、A69形の呼称はいずれも本項における記述のための便宜的なものである。

## 概要
アフリカ大陸東部の紅海に面する、現在エリトリアとなっている地域は1930年代にはイタリア王国の植民地であり、エリトリアもしくはイタリア領東アフリカとなっていた。エリトリアでは紅海沿岸の港湾都市であるマッサワから建設が始まり、現在では首都となっているアスマラを経由して内陸のスーダン国境方面のビシアまでの鉄道が1887年から1932年にかけて敷設されていた。軌間はマッサワ近隣のみの路線であった当時は750mmであったが、後にイタリアの狭軌鉄道標準の950mmとなっており、全長351km、標高2-2394mの山岳路線であった。また、運行されている機材は、イタリア国鉄のものと同型で、その後イタリア国鉄からの機体も編入されたR440形や、その増備型でいずれもイタリア製のR441形およびR442形などのマレー式蒸気機関車が主力となっており、これらの機体が貨車もしくは客車を牽引していた。
一方、イタリア国内では、1930年代以降、リットリナと呼ばれる、1基もしくは2基のエンジンを搭載した機械式の軽量気動車が各地で導入されており、省力化や高速化、サービス向上などが図られていた。そこでエリトリア鉄道でもリットリナによる列車を運行して所要時間の短縮を図ることとなり、1935-37年にイタリア国内で製造された狭軌・勾配線区用2機関搭載型リットリナのA60号機からA70号機までの計11機を導入している。このシリーズは基本的に同型で、メーカーであるフィアット の型番が011のA60-A61号機、025AのA62-A67号機、025CのA68号機、025DのA69-A70号機に分類されるが、本項ではそれぞれA60形、A62形、A68形、A69形とし、これらを総称してA60系と称することとする。このうち、A60形はガソリンエンジン2基搭載の1等/2等/3等合造気動車、その他の機種はいずれもディーゼルエンジン2基搭載で、A62形は2等気動車、A68形は荷物気動車、A69形は鉄道作業員もしくは兵員等の人員輸送用気動車であった。

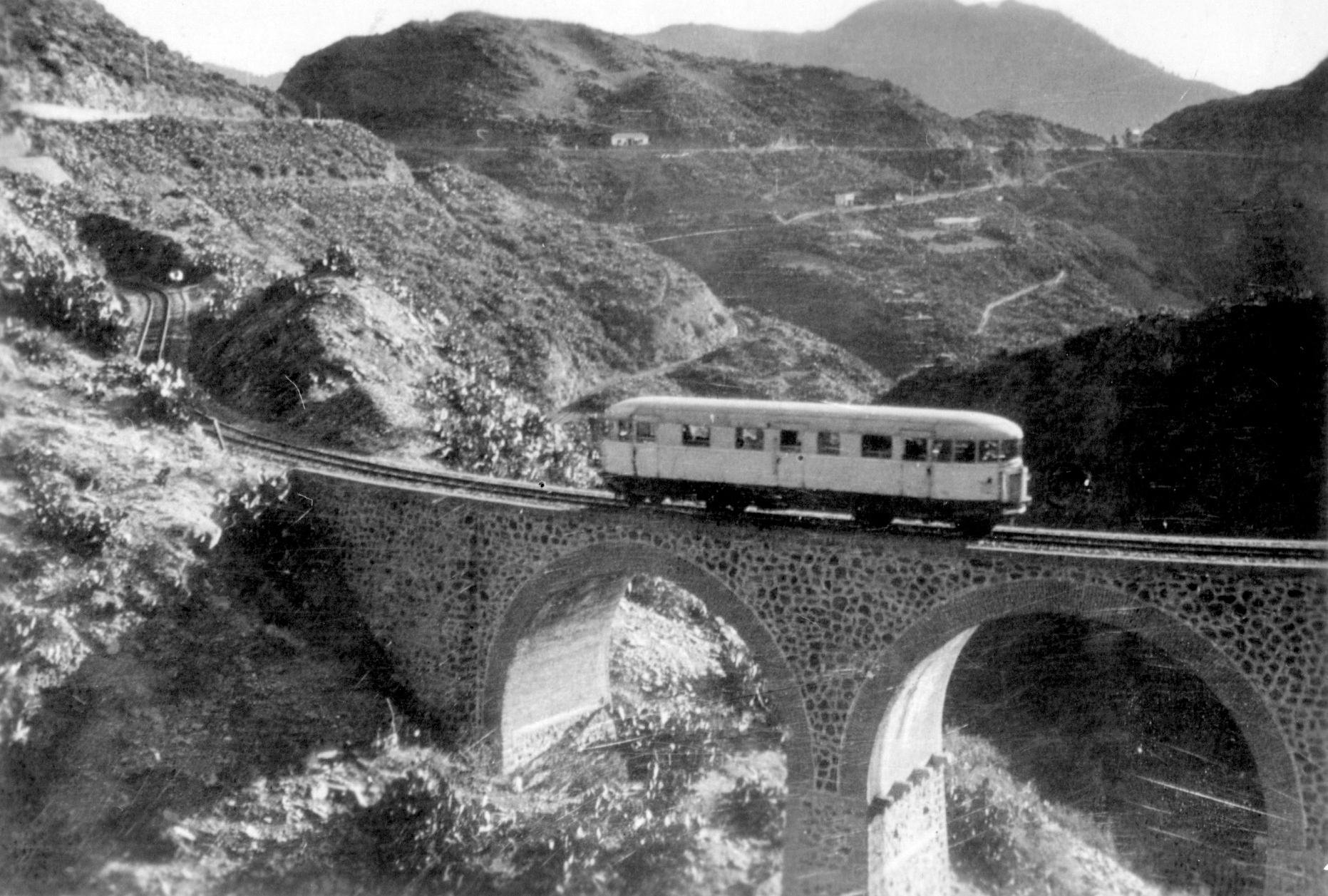
片側3扉のA60形、1940年代後半
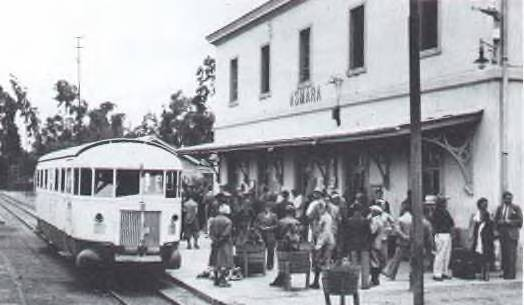
A60系中標準的なタイプであるA62形と推定される機体、1938年
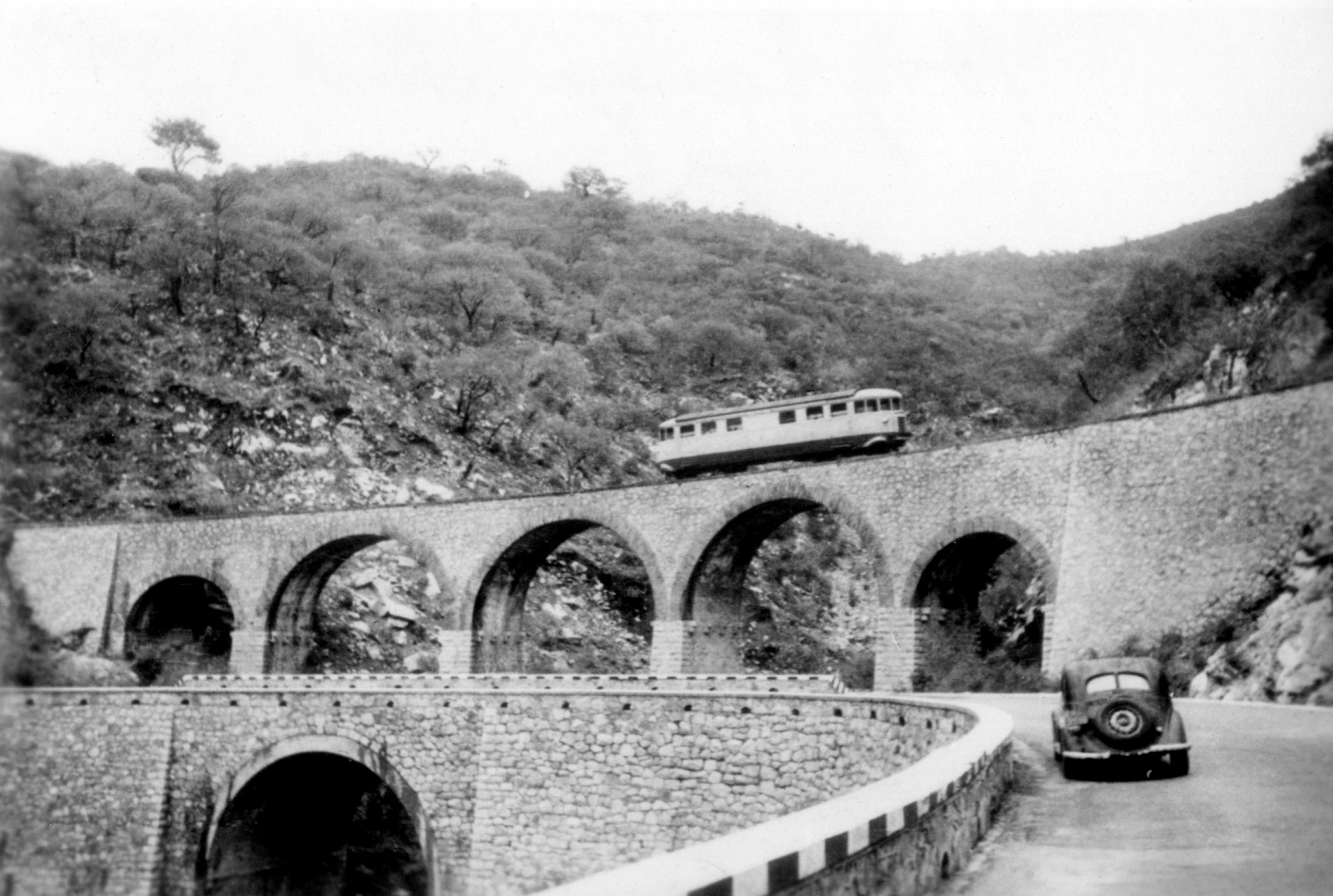
車体中央部に窓のないA69形と推定される機体、1940年代後半

## 仕様

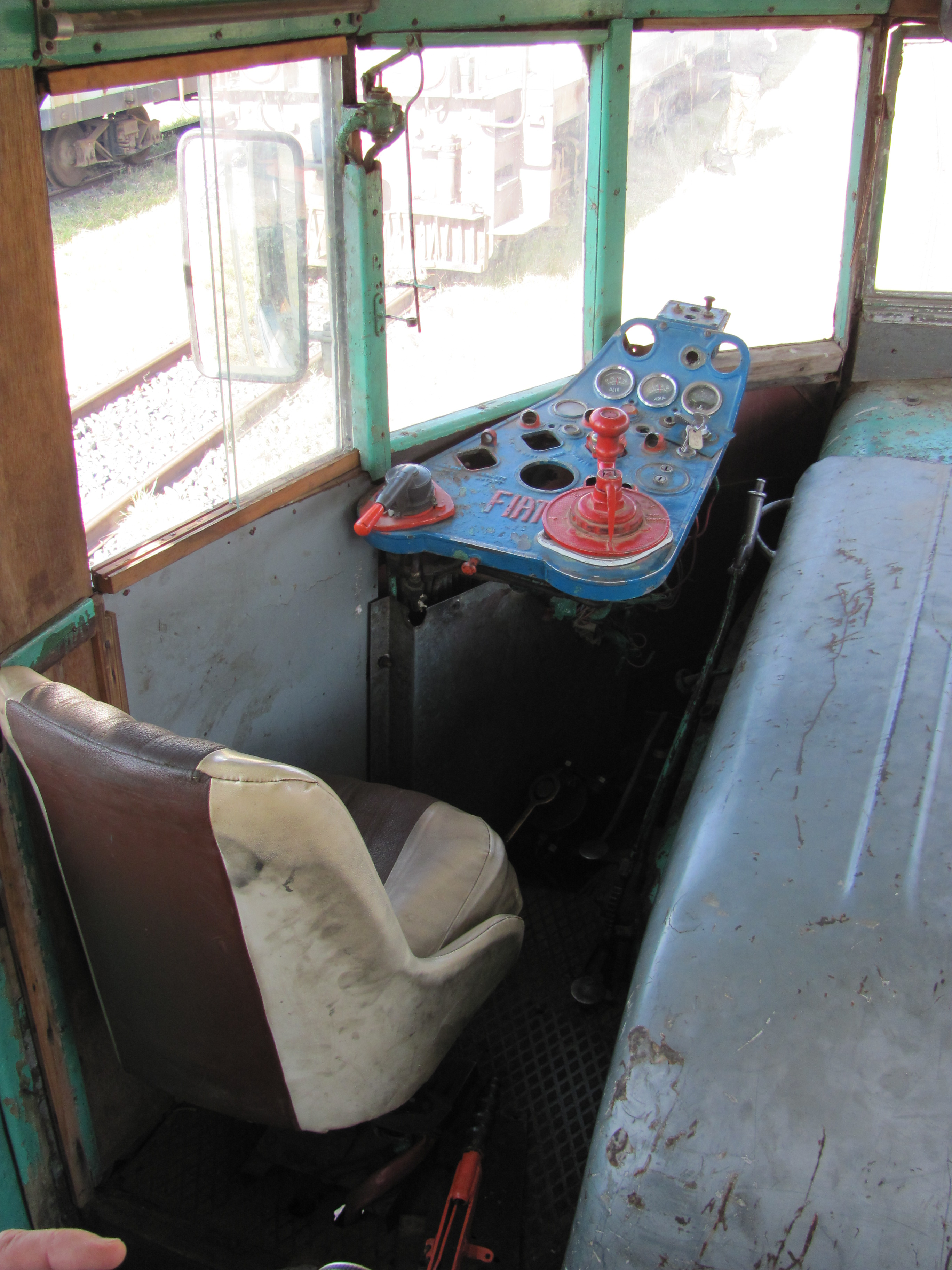
原型からは各所が欠損・改造されている現存機体の運転台、右側が主機のカバー、2011年

### 車体・走行機器
- 車体は一連のイタリア製軽量気動車のデザインの流れを汲んだ流線形で、構体は軽量構造の全金製で窓下部や車体裾部などに型帯入るものとなっている。正面はイタリア国鉄のが導入したリットリナであるALn56のうちフィアット型番010、028および030といった機体と同様のデザインの流線形で、正面窓は曲面に沿って側面まで回り込む8枚窓、正面窓下部左右に前照灯が設置されるほか、正面窓下部中央に車体裾部まで至る大型のラジエターグリルが設置されている。なお、ラジエター前部には簡易連結器を設けたバンパーが設置されるほか、床下部には車体全周に渡ってカバーが設けられている。
- A60形の車内は乗務員室と乗降デッキ、3等客室、1等客室、乗降デッキとトイレ、2等客室、乗降デッキと乗務員室の配列で、乗務員室はデッキ及び客室とそのままつながっているが、各客室間は簡単な仕切壁で仕切られており、また、トイレの対面部分は空きスペースとなっている。側面は窓扉配置D11D11D（乗降扉-3等室窓-1等室窓-トイレ対面部窓-2等室窓-乗降扉）となっている。座席は1等室および2等室は2+2列の4人掛けの合革貼りのベンチ式の固定式クロスシートが各1ボックス、3等室はロングシートの配置で、座席定員は1等/2等/3等各8名ずつの計24名となっている。
- A62形の車内は乗務員室と乗降デッキ、客室、トイレ、客室、乗降デッキと乗務員室の配列で、A60形と同様に乗務員室はデッキ及び客室間は仕切は無く、客室とトイレ間のみ簡単な仕切壁で仕切られており、また、トイレの対面部分は空きスペースとなっている。側面は窓扉配置D212D（乗降扉-2等室窓-トイレ対面部窓-2等室窓-乗降扉）となっている。座席は2等のみのとなった全て2+2列の4人掛けの合革貼りのベンチ式の固定式クロスシートが車体中央のトイレ部を挟んで前後に各2ボックスの配置となり、座席定員は32名となっている。
- A68形は外観上はA62形とほぼ同一であるが、車内は車体中央部にトイレが設置されるほかは全室荷物室で、トイレ横部に事務用机と椅子が設置されている。また、側面は窓扉配置D212D（乗降・荷物扉-荷物室窓-トイレ対面部窓-荷物室窓-乗降・荷物扉）となっている。
- A69形も同じく外観上はA62形とほぼ同一であるが、車内にはトイレが設置されず、車体中央部に窓が設置されておらず、窓扉配置D22D（乗降扉-人員室窓-人員室窓-乗降扉）となっている。また、室内は人員輸送用として前後2室に仕切られており、側壁面に折畳式の簡易的なロングシートが設置されている。
- 各形式とも側面窓は下落とし窓、乗降扉は外開戸となっている。また、台車横部を含む車体側面下部にも床下カバーが設置されているほか、屋根は通常の屋根の上にもう1枚日射避け・防熱用の屋根を設置した、アフリカ大陸の他国に導入されたフィアット製リットリナにも見られる2重屋根となっている。
- 本形式は走行装置もイタリア国鉄など、本国で導入されていたリットリナと同様のものであった。基本的には機械式気動車である[3]リットリナはそれ以前の気動車と異なり、最初の機体である1932年製のALb48およびALb64でも車体の片側台車に装架した主機を運転士が前後どちらの運転台からも操作可能なものであったが、その後1933年製のALn56では前後の台車に装架した2基の主機の総括制御が、1936年製のALn556では2両編成以上の重連総括制御が可能となっていた。A60系では、主機としてFiat製直列6気筒のエンジンと、機械式の4段式変速機を前後の台車上に1基ずつ搭載して台車の車体内側の1軸を駆動しており、A60形の主機はイタリア国鉄のALn48、ALn64と同じ、定格出力85kWの255型ガソリンエンジン、A62形、A68形、69形の主機はイタリア国鉄ALn56のうちフィアット型番031の機体と同じ定格出力83kWの356型ディーゼルエンジンであり、勾配区間に対応するため、イタリア国鉄の本線用の機体と同等の出力を確保しているのが特徴である。また、最高速度はA60形が79km/h、A62形、A68形、69形は68km/hでいずれも主機と4段変速の変速機は運転台からの遠隔制御であるが、重連総括制御機能は有しておらず、力行はアクセルペダル、変速および空気ブレーキは運転台のハンドルによる操作であった。
- 台車は鋼材組立式で、枕バネは重ね板バネが台車枠と軸箱にまたがる形で設置されており、基礎ブレーキ装置はドラムブレーキとなっている。

### 主要諸元
| 形式     | A60形                                   | A62形                                   | A68形                                   | A69形                                   |
| -------- | --------------------------------------- | --------------------------------------- | --------------------------------------- | --------------------------------------- |
| 種別     | 1/2/3等気動車                           | 2等気動車                               | 荷物気動車                              | 人員輸送気動車                          |
| 軌間     | 950mm                                   | 950mm                                   | 950mm                                   | 950mm                                   |
| 動力方式 | ガソリンエンジン による機械式           | ディーゼルエンジンによる機械式          | ディーゼルエンジンによる機械式          | ディーゼルエンジンによる機械式          |
| 最大寸法 | 車体長12760mm、全幅2400mm、屋根高3133mm | 車体長12760mm、全幅2400mm、屋根高3133mm | 車体長12760mm、全幅2400mm、屋根高3133mm | 車体長12760mm、全幅2400mm、屋根高3133mm |
| 車軸配置 | (1A)(A1)                                | (1A)(A1)                                | (1A)(A1)                                | (1A)(A1)                                |
| 車輪径   | 720mm                                   | 720mm                                   | 720mm                                   | 720mm                                   |
| 自重     | 16.8t                                   | 18.0t                                   | 18.0t                                   | 18.0t                                   |
| 定員     | 1等8名 2等8名 3等8名                    | 2等32名                                 | -                                       | -                                       |
| 主機     | Fiat製255×2基 直列6気筒 定格出力85kW    | Fiat製356×2基 直列6気筒、定格出力83kW   | Fiat製356×2基 直列6気筒、定格出力83kW   | Fiat製356×2基 直列6気筒、定格出力83kW   |
| 変速機   | 機械式4段変速                           | 機械式4段変速                           | 機械式4段変速                           | 機械式4段変速                           |
| 最高速度 | 79km/h                                  | 68km/h                                  | 68km/h                                  | 68km/h                                  |

## 運行

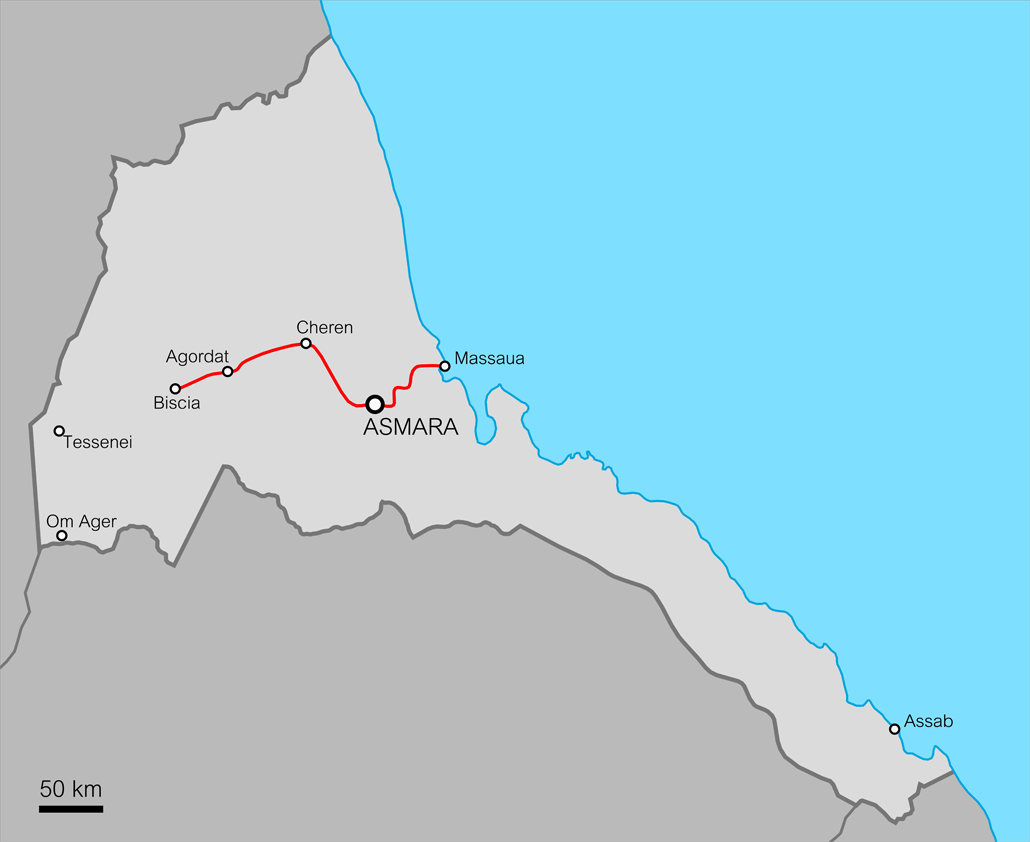
エリトリア鉄道の路線図、最も路線が長かった時期のもの

- エリトリア鉄道はマッサワ - ビアスカ間は全長351km[4]で最急勾配35パーミル、標高2ｍ（起点）-2394m（115km地点）の一部山岳路線であり、紅海沿岸の港湾都市マッサワからギンダ（88.8km地点、標高698m）、ネファジット（93.9km地点、標高1671m）を経由して高原地帯にある首都のアスマラ（117.6km地点、標高2342m）までを登り、その後スーダン国境方面へエリトリア第2の都市ケレン（223.9km地点、標高1390m）、バルカ川岸のアゴルダト（310.4km地点、標高650m）などを経由してビアスカ（343.0km地点、標高715m）までが開業した路線であり、引続き建設工事が行われて国境を越えてスーダン国内のカッサラまで至る予定であった。なお、アゴルダト - ビアスカ間31kmは1942年に廃止となっており、その後はマッサワ - アスマラ - アゴルダト間の運行となっている。
- 本系列は主にマッサワ - アスマラ間などで運行されており、蒸気機関車牽引の列車では約6時間であったマッサワ - アスマラ間を約4時間、表定速度約30km/hで運行しており、大幅な所要時間の短縮を実現していた。
- その後エリトリアは1940年代にイギリス保護領、その後1950年代にエチオピア・エリトリア連邦となり、1960年代にはエリトリア独立戦争が起こるなど、さまざまな出来事があり、これに伴い本形式は1966年には8機、1978年には5機のみが残存していたとの記録があり、また、別の記録では形式番号も変更され、1-2号機がガソリンエンジン2基搭載型、3-9号機がディーゼルエンジン2基搭載型となっていたとされており、さらに別の記録では、1947年時点ではAT60号機からAT70号機までの11機が稼働し、1954年時点では8号機1機が稼働していたとなっており、詳細は不明である。エリトリア鉄道は戦禍により1975年頃に運行を停止しているが、その後1993年のエリトリア独立後の1994年には鉄道を復旧することとなり、1997年から2003年にかけてマッサワ - アスマラ間117.6kmの鉄道が順次再開された。しかしながら定期運行はされておらず、ツアー客によるチャーター列車の運行を中心とした観光鉄道として運行されており、7機の蒸気機関車、1機のディーゼル機関車、客車、貨車とともに本形式も残存している2機が運行されている。運行再開当初、車体表記では2号機および7号機となっていたこの2機はいずれも車内は大幅に改造されているほか、運転台もいくつかの操作機器や計器類が欠損し、1機は片側の主機を撤去した状態で運行されている。